# Vasikkasaari (ö i Finland, Birkaland, Tammerfors, lat 61,72, long 23,85)
Vasikkasaari är en halvö i Finland. Den ligger i sjön Ykspetäjä och i kommunen Tammerfors i den ekonomiska regionen Tammerfors och landskapet Birkaland, i den södra delen av landet, 180 km norr om huvudstaden Helsingfors.